# 이조식
이조식(李祖植, 1782년-1864년)은 조선 후기의 문신이다.

## 생애
조선 후기의 문신으로 본관은 전주, 휘는 조식(祖植), 자는 백승(伯承)이다. 덕흥대원군의 10대손이며, 현감(縣監) 증 이조참판(吏曺參判) 이명익(李明翼)의 증손이고, 도승지(都承旨) 이형규(李亨逵)의 손자이다. 아버지는 돈녕도정(敦寧都正) 증 가선대부(嘉善大夫) 이조참판(吏曺參判) 이황(李潢)이며, 어머니는 판서(判書) 전주인(全州人) 유당(柳戇)의 딸로 정부인 전주유씨(貞夫人 全州柳氏 )이다.
부인은 봉조하(奉朝賀) 안동인(安東人) 김이양(金履陽)의 딸로 정부인 안동김씨(貞夫人 安東金氏)이다.
증 이참 황의 장남으로 1782년(정조 6) 6월 3일 탄생하였다. 1810년(순조 10) 경오(庚午) 식년시(式年試) 진사(進士) 3등(三等) 1위에 급제하여 1817년(순조 17) 휘릉 참봉(徽陵參奉)에 제수되었다.
1819년(순조 19) 금부 도사(禁府都事)에 제수되었다가 이해 12월 29일 선공 부봉사(繕工副奉事)로 상환(相換)되었다가 1820년(순조 20) 상서 부직장(尙瑞副直長)에 제수되었다.
1821년(순조 21) 천릉도감 감조관(遷陵都監監造官)에 개차(改差)되었다가 이해 8월 23일 예빈 직장(禮賓直長)에 상환(相換)되고, 이해 9월 20일 승육(陞六)에 가자되어 부사과(副司果)에 제수되었다가 이해 10월 5일 금부 도사(禁府都事)에 단부(單付)되고, 이해 11월 19일 호조 좌랑(戶曹佐郞)에 제수되었다.
1822년(순조 22) 어의궁(於義宮)에 봉심(奉審)하고, 다시 향교동(鄕校洞) 어의궁(於義宮) 봉안각(奉安閣) 봉심(奉審)하고, 경모궁 령(景慕宮令)에 제수되었다가 이해 5월 20일 순안 현령(順安縣令)에 제수되었다.
1825년(순조 25) 고부 군수(古阜郡守)에 제수되었다가 1830년(순조 30) 세자익위사(世子翊衛司, 桂坊) 익찬(翊贊)에 제수되고, 돈녕 도정(敦寧都正)에 제수되었다가 이해 8월 온양 군수(溫陽郡守)에 제수되었다.
1833년(순조 33) 공충좌도 암행어사(公忠左道暗行御史) 김기만(金箕晩)이 서계(書啓)하여 잘 다스리지 못한 실상을 논하여 봉고5년금고(封庫五年禁錮)되었다.
1835년(헌종 1) 와서 별제(瓦署別提)에 제수되었다가 이해 8월 영희전 령(永禧殿令)에 제수되고, 이해 12월 곡성 현감(谷城縣監)에 제수되었다.
1842년(헌종 8) 수릉 령(綏陵 令)에 제수되고, 1844년(헌종 10) 청송 부사(靑松府使)에 제수되었다.
1845년(헌종 11) 12월 청주 목사(淸州牧使)에 제수되고, 1847년(헌종 13) 충청좌도 암행어사(忠淸左道暗行御史) 이승수(李升洙)가 서계(書啓)하여 죄를 받았다.
1850년(철종 1) 장악 주부(掌樂主簿)에 제수되었다가 오상사 주부(五上司主簿)에 제수되었다.
1852년(철종 3) 심력(沁歷)하고, 1856년(철종 7) 특명으로 가선대부(嘉善大夫) 동지돈녕부사(同知敦寧府事) 겸 오위도총부 부총관(五衛都摠府副摠管)에 제수되었다.
1857년(철종 8) 정체(呈遞)하고, 1858년(철종 9) 동지중추부사(同知中樞府事)에 제수되었다.
1861년(철종 12) 80세 노신(老臣)이라하여 가의대부(嘉義大夫)에 가자되고, 1864년(고종 1) 10월 3일 향년 83세로 별세하여 강화 덕현동 좌(坐)로 장사지냈다.

## 가족관계
- 증조부 : 이명익(李明翼)
- 조부 : 이형규(李亨逵)
- 아버지 : 이황(李潢)
- 어머니 : 정부인 전주유씨(貞夫人 全州柳氏 ), 판서(判書) 전주인(全州人) 유당(柳戇)의 딸.
- 부인 : 정부인 안동김씨(貞夫人 安東金氏, 1781년-1844년), 봉조하(奉朝賀) 안동인(安東人) 김이양(金履陽)의 딸.
  - 아들 : 이익(李熤, 1813년-1851년)
    - 손자 : 이재철(李載哲, 1835년-1894년), 도정궁 사손 이명좌(李明佐)의 봉사손(奉祀孫).